# Ларионов, Юрий Юрьевич
Ю́рий Ю́рьевич Ларио́нов (род. 19 августа 1986, Новосибирск) — российский фигурист, выступавший в парном катании. В паре с Верой Базаровой становился чемпионом России (2012), серебряным призёром чемпионата Европы (2012), серебряным призёром финала Гран-при (2012) и участником Олимпийских игр (2010, 2014).
Мастер спорта России международного класса. По состоянию на декабрь 2012 года Ларионов и Базарова занимали третье место в рейтинге Международного союза конькобежцев.
Встал на коньки в 1990 году. Его первой партнёршей была Динара Калимулина, с которой выступал один сезон и занял двенадцатое место на юниорском Первенстве России (2005). Затем образовал дуэт с Верой Базаровой, добившись с ней основных успехов в карьере. В 2008 году Ларионов был уличён в применении фуросемида, вследствие чего пара получила полуторагодичную дисквалификацию. После распада пары в 2014 году, Ларионов начал кататься с Натальей Забиякой. Они провели один совместный сезон, став седьмыми на чемпионате России (2015).
После завершения соревновательной карьеры — тренер по фигурному катанию.

## Карьера
Ларионов родился в Новосибирске. Когда он был ребёнком семья переехала в Ташкент за отцом-военнослужащим. Там мать отвела часто болевшего Юрия в секцию фигурного катания. Позже семья вернулась в Новосибирск, где Ларионов продолжил кататься. Затем он переехал в Москву. После четырёх лет в столице, тренер предложил попробовать себя в парном катании в Перми. В 2005 году Людмила Калинина поставила его в пару к Вере Базаровой.
В первый сезон на международном уровне Базарова и Ларионов завоевали серебряную медаль на чемпионате мира среди юниоров 2007. В том же сезоне они стали вторыми на этапе юниорского Гран-при, проходившем в Китайской Республике, благодаря чему отобрались в финал серии, где заняли седьмое место.
Сезон 2007—2008 пара начала с победы на этапе юниорского Гран-при в Великобритании и серебра в Германии. Затем они очень хорошо зарекомендовали себя, став третьими на своём первом взрослом этапе Гран-при Skate America. В финале юниорского Гран-при они завоевали золотую медаль. Считались одними из главных претендентов на золото предстоящего чемпионата мира среди юниоров. На взрослом чемпионате России стали шестыми.
В январе 2008 года в пробах, взятых у Ларионова два месяца назад, был обнаружен запрещённый фуросемид. Он объяснил, что применил препарат разово, для сгонки лишнего веса в преддверии важного старта. В феврале Исполком Федерации фигурного катания России, после проведённого расследования, исключил Ларионова из состава сборной и отстранил его от участия во всероссийских и международных соревнованиях до конца спортивного сезона 2007/2008. В апреле дисциплинарная комиссия ИСУ дисквалифицировала Ларионова сроком на два года. Срок дисквалификации начался с момента вскрытия контрольной пробы «В» — 18 января 2008 года. Победа в финале юниорского Гран-при была отменена, фигуристы вернули медали и призовые. Весной 2009 года ИСУ сократил срок дисквалификации на полгода, позволив паре соревноваться начиная с 18 июля 2009 года.
После отбытия дисквалификации пара прошла отбор на чемпионат России, заняв первые места на квалификационных этапах Кубка России в Самаре и Перми. На чемпионате страны Базарова и Ларионов заняли третье место, получив квоту на чемпионат Европы, где финишировали пятыми. По результатам выступлений были включены в состав сборной на Олимпийские игры в Ванкувере. На Играх заняли одиннадцатое место. Закончили сезон на восьмой позиции чемпионата мира.
В следующем сезоне пара значительно улучшила свои результаты. Завоевав серебряные медали Гран-при Японии и Франции, они отобрались в финал серии, где стали пятыми. На чемпионатах России и Европы стали бронзовыми призёрами, а чемпионат мира завершили на пятой строчке. Летом 2011 года пара, вместе с наставником Людмилой Калининой, перебралась из Перми в Саранск, где были предложены лучшие условия для работы. В феврале 2013 года вместе с хореографом Людмилой Власовой перешли от Калининой к Нине Мозер.
После окончания чемпионата мира 2014, где спортсмены заняли только седьмое место, Ларионов принял решение больше не выступать с Базаровой. С мая 2014 Ларионов катался с Натальей Забияко. Они дебютировали на чемпионате России 2015, на котором заняли седьмое место. Затем пара снялась с соревнований из-за травм Ларионова, которому предстоял долгий период восстановления.
После завершения соревновательной карьеры начал работать тренером по фигурному катанию. В 2016 году тренировал хорватскую пару Лану Петранович и Антонио Соуза-Кордейру.

## Личная жизнь
В 2010 году окончил Пермский государственный педагогический университет. Летом 2016 года женился. Сын Елисей родился 17 декабря 2016 года.

## Программы

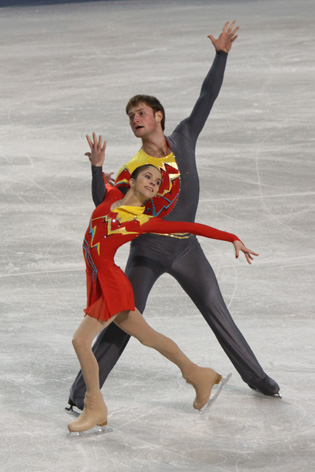
Вера Базарова и Юрий Ларионов на Чемпионате Европы 2010. Произвольная программа.

| Сезон     | Короткая программа                               | Произвольная программа                                                                   | Показательные выступления                                                       |
| --------- | ------------------------------------------------ | ---------------------------------------------------------------------------------------- | ------------------------------------------------------------------------------- |
| 2013-2014 | Titine Стэнли Блэк Paris by Night Боб Синклер    | «Половецкие пляски» Александр Бородин                                                    | «Тоска» Джакомо Пуччини                                                         |
| 2012—2013 | «Грёзы любви» Ференц Лист                        | «Спартак» Арам Хачатурян                                                                 | Саундтрек к фильму «Троя» «Remember me» Джош Гробан и Таня Царовская            |
| 2011—2012 | Тоска (ремикс) Джакомо Пуччини                   | Саундтрек к фильму «Доктор Живаго» Морис Жарр                                            | Саундтрек к фильму «Троя» «Remember me» Джош Гробан и Таня Царовская            |
| 2010–2011 | Adagio Secret Garden                             | Саундтрек к фильму «Человек в железной маске» Ник Гленни-Смит                            | Саундтрек к фильму «Троя» «Remember me» Джош Гробан и Таня Царовская            |
| 2009–2010 | «Грусть» Игорь Каменский                         | Саундтрек к фильму «Семь лет в Тибете» Джон Уильямс и «Сказка странствий» Альфред Шнитке | «Смуглянка»Саундтрек к фильму «Троя» «Remember me» Джош Гробан и Таня Царовская |
| 2007–2008 | Саундтрек к фильму «Бой с тенью» Алексей Шелыгин | Саундтрек к фильму «Эрагон» Патрик Дойл                                                  |                                                                                 |
| 2006–2007 | Саундтрек к фильму «История любви» Франсис Ле    | Саундтрек к фильму «Амели» Ян Тирсен                                                     |                                                                                 |

## Результаты
| Соревнования                    | 04/05 |
| ------------------------------- | ----- |
| Первенство России среди юниоров | 12    |

| Соревнования     | 14/15 |
| ---------------- | ----- |
| Чемпионат России | 7     |

(В паре с Верой Базаровой)
| Соревнования                | 06/07         | 07/08         | 09/10         | 10/11         | 11/12         | 12/13         | 13/14         |
| Международные               | Международные | Международные | Международные | Международные | Международные | Международные | Международные |
| --------------------------- | ------------- | ------------- | ------------- | ------------- | ------------- | ------------- | ------------- |
| Олимпийские игры            |               |               | 11            |               |               |               | 6             |
| Чемпионат мира              |               |               | 8             | 5             | 6             | 7             | 7             |
| Чемпионат Европы            |               |               | 5             | 3             | 2             |               | 3             |
| Финал Гран-при              |               |               |               | 5             |               | 2             |               |
| Гран-при Японии             |               |               |               | 2             |               | 1             |               |
| Гран-при Франции            |               |               |               | 2             | 2             |               | 4             |
| Гран-при России             |               |               | 4             |               |               | 2             | 2             |
| Гран-при США                |               | 3             |               |               | 5             |               |               |
| NRW Trophy                  |               |               |               |               |               |               | 1             |
| World Team Trophy           |               |               |               |               | 5             |               |               |
| Nebelhorn Trophy            |               |               |               | 1             | 2             |               |               |
| Международные среди юниоров |               |               |               |               |               |               |               |
| Чемпионат мира              | 2             |               |               |               |               |               |               |
| Финал Гран-при              | 7             | 1             |               |               |               |               |               |
| Гран-при Британии           |               | 1             |               |               |               |               |               |
| Гран-при Германии           |               | 2             |               |               |               |               |               |
| Гран-при Тайваня            | 2             |               |               |               |               |               |               |
| Гран-при Норвегии           | 4             |               |               |               |               |               |               |
| Национальные                |               |               |               |               |               |               |               |
| Чемпионат России            | 7             | 6             | 3             | 3             | 1             |               | 2             |
| Первенство России           | 2             |               |               |               |               |               |               |